# Вациете, Лиене
Лие́не Ва́циете (латыш. Liene Vāciete; род. 14 июня 1991, Айзпуте) — латвийская футболистка, футбольный тренер.

## Биография
Родилась Лиене Вациете в Айзпуте, в школьные годы переехала в Ригу, где и начала заниматься футболом под руководством Яниса Энгелиса. Тогда она выступала за разные рижские команды в юношеских чемпионатах. После окончания школы в 2010 году, Лиене Вациете отправилась на учёбу в Соединённые Штаты Америки, где провела четыре года в местной системе колледжного футбола. После возвращения в Латвию, Лиене Вациете выступала за женскую команду «Рига Юнайтед» в чемпионате Латвии.
26 сентября 2017 года Лиене Вациете завершила свою карьеру игрока, проведя прощальную игру в составе сборной Латвии. В товарищеском матче против сборной Иордании она вышла в стартовом составе, а на 22-й минуте матча её символично заменили под овации товарищей по команде и трибун.
В середине 2017 года Лиене Вациете начала работать в футбольной школе «Метта», а в следующем году возглавила новообразованную женскую команду школы в чемпионате Первой лиги.
В 2018 году Лиене Вациете являлась помощником тренера Романа Квачёва в женской юношеской сборной Латвии до 17 лет, а в феврале 2019 года она уже была назначена на пост главного тренера женской юношеской сборной Латвии до 15 лет. В мае 2020 года Лиене Вациете стала главным тренером женской юношеской сборной Латвии до 17 лет.
В конце 2021 года Лиене Вациете сообщила, что она принимает новые вызовы в своей тренерской карьере и покидает футбольную школу «Метта».
С 2022 года Лиене Вациете параллельно с руководством в сборной Латвии до 17 лет, вновь взяла под своё крыло футболисток сборной до 15 лет.
В начале 2023 года Лиене Вациете впервые встала у руля женской молодёжной сборной Латвии до 19 лет, параллельно продолжая быть главным тренером у юношеской сборной до 15 лет. 17 января 2025 года стало известно, что Лиене Вациете возглавит на посту главного тренера женскую сборную Латвии, тем самым став первой женщиной во главе национальной сборной Латвии.